# Ruud Smit
Ruud (Rudi) Smit (Amersfoort, 11 maart 1950) is een voormalige Nederlandse atleet, die was gespecialiseerd in hoogspringen en hordelopen.

## Loopbaan
Smit, die lid was van de Enschedese atletiekvereniging D.A.V. Kronos, was de eerste Nederlandse kampioen die zich bediende van de zogenaamde Fosburyflop-techniek. Hij won de hoogspringtitel tijdens de NK van 1971 met een beste poging van 2,01 m. Algemeen werd verwacht dat de strijd zou gaan tussen Nederlands recordhouder Ben Lesterhuis en het Limburgse talent Peter Geelen. Lesterhuis bleef echter steken op 1,95, terwijl Geelen al eerder was afgehaakt en niet verder kwam dan 1,90. Smit haalde alle hoogtes bij zijn eerste poging en was nog alleen over, toen de lat op 2,01 werd gelegd. Met zijn derde sprong had hij succes.
Van 1971 tot en met 1976 was Smit actief aan de Nederlandse top op diverse atletiekonderdelen, zoals hoogspringen, hink-stap-springen, 110 m horden, 400 m horden, 200 m horden en 60 m horden (indoor), totdat een ernstige knieblessure in 1977 abrupt een einde maakte aan zijn atletiekcarrière.
Naast zijn hoogspringtitel in 1971 veroverde Smit nog enkele malen eremetaal op nationale indoor- en outdoorkampioenschappen, maar geen andere gouden medailles.
In 2011 publiceerde hij zijn eerste boek Meteen Gebundeld, een bundel met korte verhalen uit vooral de huiselijke omgeving.

## Nederlandse kampioenschappen
| Onderdeel    | Jaar |
| ------------ | ---- |
| hoogspringen | 1971 |

## Persoonlijke records
| Onderdeel          | Prestatie | Datum       | Plaats   |
| ------------------ | --------- | ----------- | -------- |
| 110 m horden       | 15,1 s    | 1976        |          |
| hoogspringen       | 2,01 m    | 9 juli 1971 | Drachten |
| hink-stap-springen | 13,54 m   | 1976        |          |

## Erelijst
| onderdeel    | jaar           | Positie | Prestatie |
| ------------ | -------------- | ------- | --------- |
| hoogspringen | 1971 NK indoor | Zilver  | 1,95 m    |
| hoogspringen | 1971 NK        | Goud    | 2,01 m    |
| hoogspringen | 1972 NK indoor | Brons   | 2,00 m    |
| hoogspringen | 1972 NK        | 4e      | 2,00 m    |
| hoogspringen | 1973 NK indoor | 5e      | 1,95 m    |
| hoogspringen | 1973 NK        | 6e      | 1,95 m    |
| hoogspringen | 1974 NK indoor | 5e      | 1,95 m    |
| hoogspringen | 1976 NK        | 10e     | 1,90 m    |
| hoogspringen | 1977 NK indoor | 4e      | 1,95 m    |

## Boeken/publicaties
| Jaar | Titel                     |
| ---- | ------------------------- |
| 2011 | Meteen Gebundeld          |
| 2014 | Programmeur tussen de Wal |